# Enfoque multidisciplinar

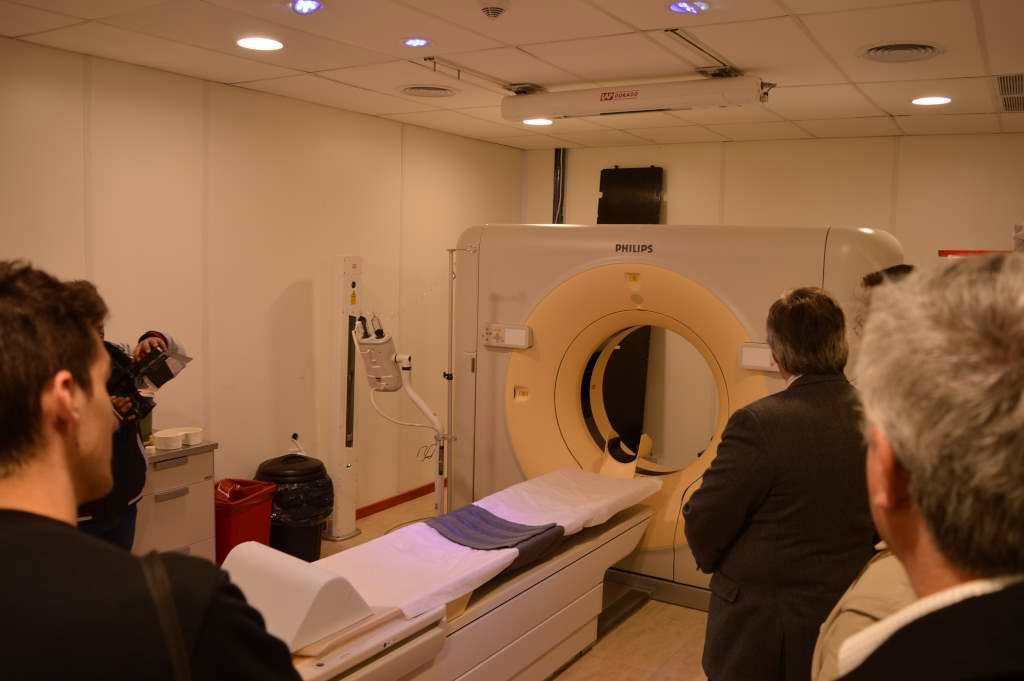
La técnica de Resonancia Magnética Nuclear utilizada en medicina involucra expertos de diversas áreas.

Una aproximación o enfoque multidisciplinar o multidisciplinario implica hacer uso apropiadamente de múltiples disciplinas académicas para redefinir problemas fuera de fronteras normales y lograr soluciones basadas en un nuevos enfoques de situaciones complejas. Una aplicación ampliamente utilizada de esta aproximación es en el cuidado de salud, donde las personas son a menudo vigiladas por un equipo multidisciplinar que buscan cubrir sus complejas necesidades tanto clínicas como de enfermería.

## Historia
Históricamente, el primer uso práctico del enfoque multidisciplinar fue durante Segunda Guerra Mundial por lo que se llamó industrial-militar. La compañía aérea Lockheed lo definió con el apodo el Skunk Works en 1943 para desarrollar el jet XP-80 en solo 143 días.

En las décadas de los sesenta y de los setenta del siglo XX,, el enfoque multidisciplinar fue exitosamente empleado en el Reino Unido por arquitectos, ingenieros, y cantidad proveedores trabajando juntos en importantes proyectos de construcción en el sector público y, junto con planificadores, sociólogos, geógrafos, y economistas, en el extranjero planeando la planificación regional y urbana. Tres prácticas profesionales con base en Londres dirigieron el campo: Ove Arup & Socios, Colin Buchanan & Socios, y Robert Matthew Johnson-Marshall & Socios (RMJM).